# Bataille de Dubienka
Guerre russo-polonaise de 1792
Batailles
- Mir
- Boruszkowce
- Zieleńce
- Dubienka
- Zelva
- Krzemień
- Markuszów

La bataille de Dubienka, qui a lieu le 18 juillet 1792 près de la ville de Dubienka située à l'est de Lublin (Pologne), oppose pendant la guerre russo-polonaise de 1792 les troupes commandées par Tadeusz Kościuszko à un corps russe commandé par Mikhail Kakhovsky. 
Cette bataille est remportée par les Polonais.

## Déroulement
Le 18 juillet 1792, l'armée polonaise commandée par le général Tadeusz Kościuszko défend le passage du Boug contre l'armée russe du général Mikhail Kakhovsky. 
Les attaquants russes sont repoussées par les fortifications et l'opposition farouche des Polonais, qui emportent finalement la victoire en infligeant de grosses pertes à leurs adversaires.

## Conséquences
Le 26 août 1792, la bataille est reconnue comme une bataille pour la défense des libertés constitutionnelles. 
À la suite de cet évènement, Tadeusz Kościuszko reçoit le titre de citoyen d'honneur de la France.

## Sources
- (en) Cet article est partiellement ou en totalité issu de l’article de Wikipédia en anglais intitulé « Battle of Dubienka » (voir la liste des auteurs).